# Alexandre de Tral·les
Alexandre de Tral·les o Alexandre Tral·lià (Alexander Trallianus Ἀλέξανδρος ὁ Τραλλιανός) fou un famós metge grec nascut a Tral·les a la Lídia, que va viure al segle vi (525-605). Va exercir a Roma, on va crear una escola de medicina.
És famós pels seu Biblíon Therapeutikón, un llibre de medicina en dotze volums.